# 穹丘

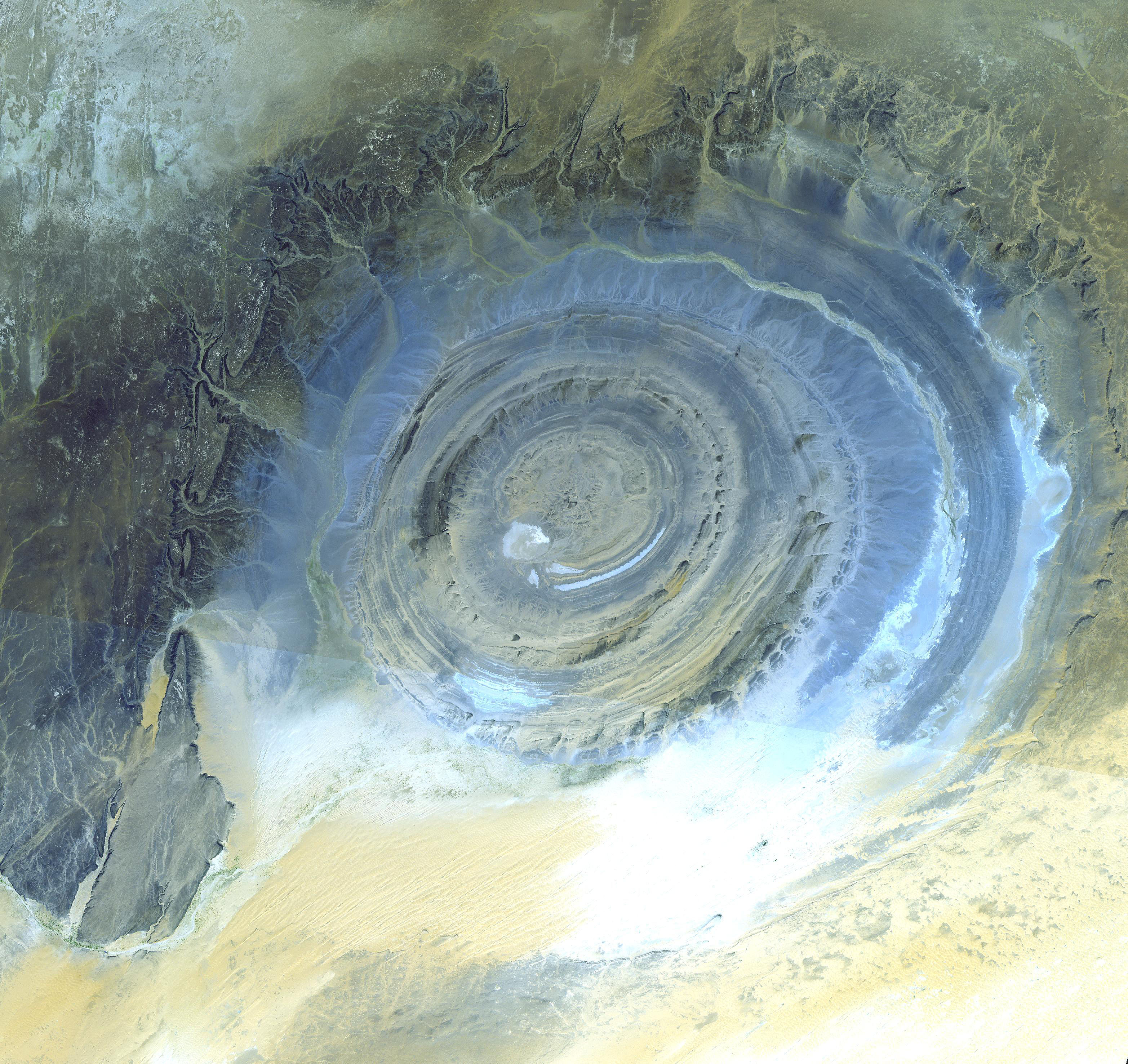
位於撒哈拉沙漠的理查特結構即為典型的穹丘。

構造地質學中的穹丘（Dome）是一種由對稱的背斜組成的變形地質構造，在地質圖上一般以圓形或卵形表示。這種構造的地層在中間是向上的，如果穹丘的頂部是被侵蝕的，結果就是一系列同心圓狀從中心向外年代遞減的地層。許多地質學上的穹丘因為規模過大而無法在表面證實，必須在地質圖上才能表示。著名的穹丘有拉諾隆起和奥沙吉高原。

## 侵入岩形成的穹丘
穹丘的形成也可能是岩漿侵入地層，使岩漿形成的侵入岩上方覆蓋地層有小規模的彎曲產生。一個例子可能是美國猶他州東南部亨利山脈的岩蓋。岩丘則是因為低密度蒸發岩衝頂侵入地層的作用而形成。